# Линия Дайси (Кэйкю)
Линия Дайси (яп. 京急大師線 кэйкю:дайси сэн) — железнодорожная линия частного японского железнодорожного оператора Keikyu Corporation. Линия протянулась на 4,5 километра от станции Кэйкю-Кавасаки до станции Кодзимасиндэн в городе Кавасаки префектуры Канагава. 

## Станции
| Код станции | Станция        | Между станциями (км) | Всего (км) | Пересадки                                                                                            |
| ----------- | -------------- | -------------------- | ---------- | --- |
| KK20        | Кэйкю-Кавасаки | -                    | 0.0        | Keikyu Corporation：Линия Кэйкю JR East：Линия Токайдо・Линия Кэйхин-Тохоку・Линия Намбу（Кавасаки） |
| KK21        | Минатотё       | 1.2                  | 1.2        | |
| KK22        | Судзукитё      | 0.8                  | 2.0        | |
| KK23        | Кавасаки-Дайси | 0.5                  | 2.5        | |
| KK24        | Хигаси-Мондзэн | 0.7                  | 3.2        | |
| KK25        | Сангё-Доро     | 0.6                  | 3.8        | |
| KK26        | Кодзимасиндэн  | 0.7                  | 4.5        | |